# Армяно-бразильские отношения
Армяно-бразильские отношения — двусторонние дипломатические отношения между Арменией и Бразилией. Армянская диаспора в Бразилии является второй по величине в Латинской Америке и насчитывает около 100 000 человек.

## История

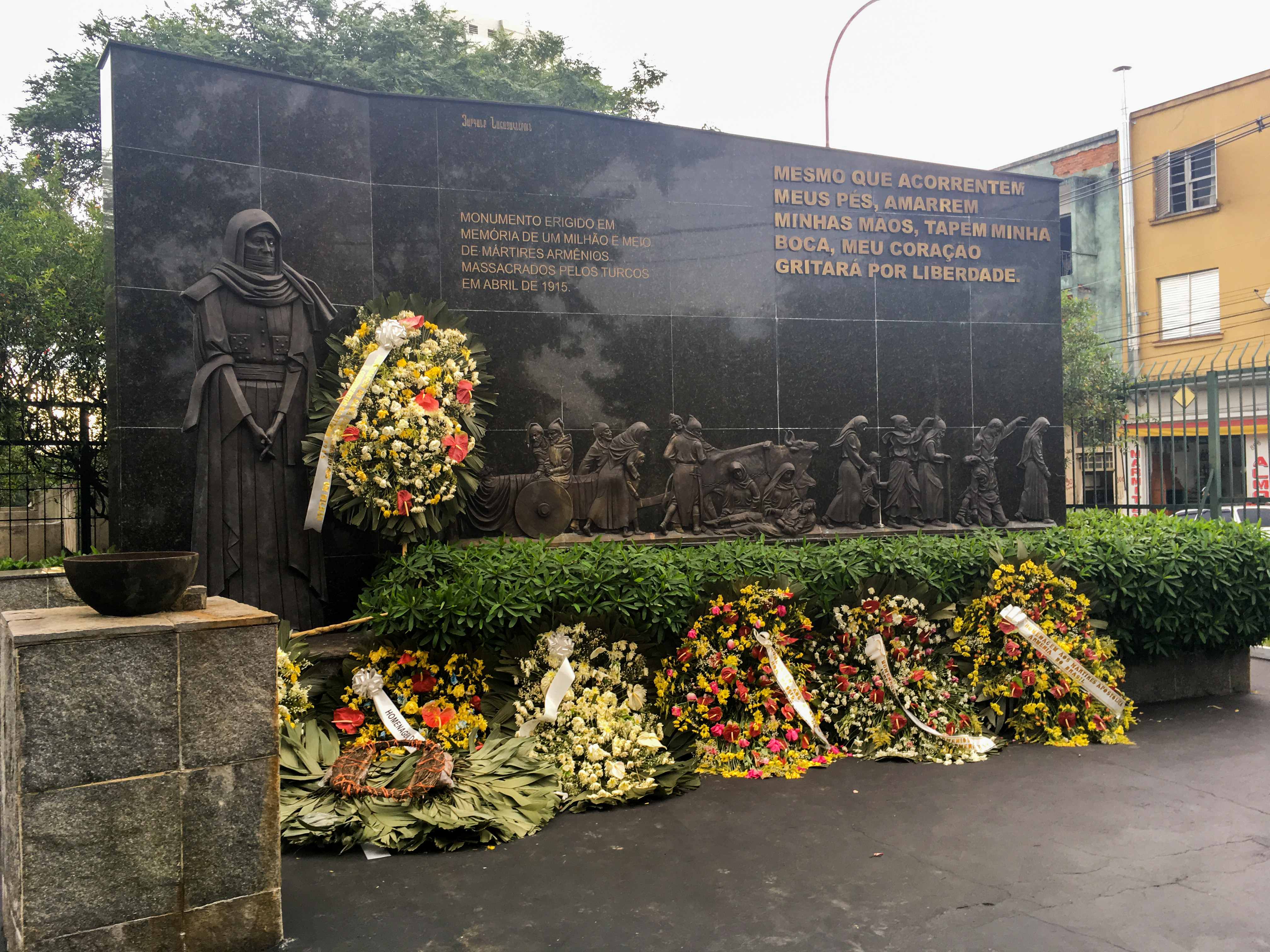
Монумент в Сан-Паулу, посвящённый геноциду армян.

В конце XIX века первые армянские мигранты прибыли в Бразилию. В 1920-х годах произошла самая большая волна миграции армян в Бразилию, когда несколько тысяч человек (в основном, из Ливана и Сирии) спасались от геноцида, осуществляемого Османской империей. Большинство прибывших армян осели в Сан-Паулу. В 1975 году в городе Сан-Паулу назвали станцию метро в честь Армении. 26 декабря 1991 года Армения восстановила независимость после распада Советского Союза.
В декабре 1991 года министр иностранных дел Армении Раффи Ованнисян посетил Бразилию, чтобы обсудить установление дипломатических отношений между странами. 17 февраля 1992 года Армения и Бразилия официально установили дипломатические отношения. В июне 1992 года президент Армении Левон Тер-Петросян совершил официальный визит в Бразилию. В 1998 году Армения открыла генеральное консульство в Сан-Паулу. В 2006 году Бразилия открыла посольство в Ереване. В 2011 году Армения открыла посольство в Бразилиа, после чего генеральное консульство в Сан-Паулу было преобразовано в почётное консульство. В 2015 году федеральный сенат Бразилии признал геноцид армян.

## Визиты на государственном уровне
Из Армении в Бразилию:
- президент Левон Тер-Петросян (1992);
- президент Роберт Кочарян (2002);
- президент Серж Саргсян (2016).

## Двусторонние соглашения
Между странами подписано несколько двусторонних соглашений, таких как: Соглашение о культурном сотрудничестве (2002 год) и Соглашение о создании безвизового режима в отношении владельцев дипломатических и служебных паспортов (2002 год).

## Дипломатические представительства
- Армения содержит посольство в Бразилиа[7].
- Бразилия имеет посольство в Ереване[8].